# Macromitrium torquatulum
Macromitrium torquatulum là một loài Rêu trong họ Orthotrichaceae. Loài này được (Müll. Hal.) Müll. Hal. & Broth. mô tả khoa học đầu tiên năm 1900.